# Poa sikkimensis
Poa sikkimensis là một loài thực vật có hoa trong họ Hòa thảo. Loài này được (Stapf) Bor miêu tả khoa học đầu tiên năm 1952.